# Adalbert Gottfried Hiller
Adalbert Gottfried Hiller (21. dubna 1823 Staré Brno–17. března 1866 Brno) zvonař v Brně a komorní rada německé sekce Moravské inženýrské komory pro obor strojírenství.

## Historie
Také Adalbert Hiller starší, syn zvonaře Franze Klementa Hillera (1785–1862) pokračoval v rodinné zvonařské tradici na Starém Brně a pak na předměstí Velká Nová čp. 75/76 (Lidická ulice 23 a 25). Vyučil se řemeslu u svého otce a ještě za jeho života v roce 1847 získal živnostenské oprávnění a osamostatnil se. Pokračoval ve výrobě zvonů a hasičské techniky. Zvony dodával na jižní Moravu a Vysočinu. Byl předsedou buršáckého spolku Wartburg, předsedou Meistersinger-Innung, členem výboru Deutsch Nationaler Verein a komorním radou německé sekce Moravské inženýrské komory pro obor strojírenství. Po jeho smrti zvonařská dílna pokračovala pod označením Adalbert Hillerʼs Witwe.
V roce 1850 se v Brně oženil s Karoline Fortunou (1816–1852) rozenou Nowákovou, dcerou sládka a mistra octárny v Hajanech. Po smrti své ženy se znovu oženil s Annou (1831–1919) rozenou Hegenbarthovou dcerou obchodníka z České Lípy. Z jejich manželství vzešly děti:
- Marie Laura Hilerová (6. srpna 1854 – ?)
- Richard Adalbert Franz Hiller (20. ledna 1856 Brno – 13. listopadu 1913 Brno)
- Adelheide Franziska Hillerová (8. června 1857 Brno – ?)
- Gabriela Anna Hillerová (30. října 1858 Brno – ?)
- Augusta Franziska Hiller (13. ledna 1862 Brno –? zemřela jako dítě)
- Amalie Anna Hiller (31. ledna 1863 Brno – ? zemřela jako dítě)
- Ing. Adalbert Josef Karl Hiller (19. května 1865 Brno–19. listopadu 1923 Brno)

## Dílo
Po smrti manžela po dobu nezletilosti synů vedla rodinnou firmu Adalbert Hiller’s Witwe und Sohn jeho žena Anna. V roce 1893 do firmy vstoupil Ing. Adalbert Josef Karl Hiller (1863–1923) a od roku 1923 byl jediným vlastníkem. Po jeho smrti manželka Irena pokračovala ve vedení firmy a od roku 1933 pokračoval adoptovaný syn Ing. Richard Herman Hiller (15. srpna 1905-?). V roce 1937 byla dílna v konkurzu a zanikla.
- 1851 Marianín[3]
- 1851 Ratíškovice[3]
- 1852 kostel sv. Petra a Pavla v Brně[3]
- 1853 Božetice[3]
- 1853 Polná[3]
- 1857 hrad Mírov[3]
- 1862 Studnice-Odrůvky[3]
- 1864 Krásensko[3]
- 1868 vdova a syn Hiller (Vojtěch Hiller), Kurovice, přetavení zvonů po požáru v roce 1866[4]
- 1880 kaple sv. Václava v Hrošce, v horní části opatřen nápisem Ulit od Vojtěcha Hillera, vdovy v Brně, váha zvonu 50 kg, rekvírován 5. ledna 1917
- 1882 farní kostel Povýšení sv. Kříže, Rajhrad (použitý v roce 1904 na odlití nového zvonu)
- 1893 farní kostel sv. Václava, Křižanov, váha zvonu 569 kg, rekvírován v období první světové války[5]
- 1897 kaple sv. Scholastiky, Rajhradice, zvon sv. Benedikt s nápisem: "Sv. Benedikte, oroduj za nás!" a zvon sv. Scholastika s nápisem "Sv. Školastiko, oroduj za nás!"
- 1904 farní kostel Povýšení sv. Kříže, Rajhrad, zvon sv. Josef (425,5 kg), zvon Neposkvrněné početí Panny Marie(199,5 kg) a zvon sv. Benedikt (110 kg) - všechny byly rekvírovány 11. srpna 1917
- 1913 kostel sv. Jana Křtitele, Lipník, zvon sv. Jan Křtitel nesl nápis: Hlásej slovo Boží a zvi duše ke spáse., rekvírován v období první světové války.[6]